# Lista de telenovelas da RTP1

Logotipo da RTP1.

As telenovelas portuguesas produzidas pela RTP1 estão relacionadas e explicadas nesta lista, que apresenta: data de início, data do final e quantidade de capítulos das telenovelas dessa emissora. A RTP1 é uma estação de televisão portuguesa que nasceu em 1957 e fundou a Televisão em Portugal.

## Exibição, por ordem de produção

### Década de 1980
| # | Título            | Início                 | Término                | Capítulos | Protagonistas                                                                  | Autor                               | Diretor         | Horário             | Produtora          |
| - | ----------------- | ---------------------- | ---------------------- | --------- | ------------------------------------------------------------------------------ | ----------------------------------- | --------------- | ------------------- | ------------------ |
| 1 | Vila Faia         | 10 de maio de 1982     | 24 de setembro de 1982 | 100       | Nicolau Breyner, Margarida Carpinteiro, Mariana Rey Monteiro e Ruy de Carvalho | Francisco Nicholson Nicolau Breyner | Nuno Teixeira   | 20h30               | Edipim             |
| 2 | Origens           | 4 de abril de 1983     | 20 de setembro de 1983 | 120       | Helena Isabel, Curado Ribeiro, Florbela Queiroz e Glória de Matos              | Francisco Nicholson Nicolau Breyner | Nuno Teixeira   | 20h30               | Edipim             |
| 3 | Chuva na Areia    | 7 de janeiro de 1985   | 3 de maio de 1985      | 84        | Natália Luiza, Nuno Melo, José Viana e Alina Vaz                               | Luís de Sttau Monteiro              | Nuno Teixeira   | 20h30               | Edipim             |
| 4 | Palavras Cruzadas | 12 de janeiro de 1987  | 29 de junho de 1987    | 120       | Tozé Martinho, Curado Ribeiro, Rosa Lobato Faria e Jacinto Ramos               | Ângela Sarmento (Tareka)            | Nicolau Breyner | 20h30               | Estúdios Atlântida |
| 5 | Passerelle        | 4 de outubro de 1988   | 17 de março de 1989    | 120       | Carmen Dolores, Manuela Maria, Filipe Ferrer e Florbela Queiroz                | Rosa Lobato Faria e Ana Zanatti     | Nuno Teixeira   | 20h30               | Edipim             |
| 6 | Ricardina e Marta | 24 de setembro de 1989 | 21 de abril de 1990    | 90        | Filomena Gonçalves, Maria José Paschoal, Tozé Martinho e André Maia            | Ana Rita Martinho e Manuel Arouca   | Victor Manuel   | 19h (fim-de-semana) | Estúdios Atlântida |

### Década de 1990
| #  | Título              | Início                 | Término                | Capítulos | Protagonistas                                                                                   | Autor                                       | Diretor                                              | Horário | Produtora          |
| -- | ------------------- | ---------------------- | ---------------------- | --------- | ----------------------------------------------------------------------------------------------- | ------------------------------------------- | ---------------------------------------------------- | ------- | ------------------ |
| 7  | Cinzas              | 14 de setembro de 1992 | 9 de abril de 1993     | 150       | Nicolau Breyner, Armando Cortez, Mariana Rey Monteiro e Rui Mendes                              | Francisco Nicholson Ângelo Granja           | Régis Cardoso                                        | 19h     | NBP                |
| 8  | A Banqueira do Povo | 12 de abril de 1993    | 8 de outubro de 1993   | 130       | Eunice Muñoz, Raul Solnado, Carmen Dolores e Diogo Infante                                      | Ruy Petterle                                | Walter Avancini                                      | 19h     | Máquina dos Sonhos |
| 9  | Verão Quente        | 11 de outubro de 1993  | 8 de abril de 1994     | 130       | Nicolau Breyner, Ana Zanatti, Betty Faria e Filipe Ferrer                                       | Manuel Arouca Nicolau Breyner               | Régis Cardoso                                        | 19h     | NBP                |
| 10 | Na Paz dos Anjos    | 16 de abril de 1994    | 20 de janeiro de 1995  | 160       | João Perry, Fernanda Borsatti, António Montez e Florbela Queiroz                                | José Fanha Nicolau Breyner                  | Nicolau Breyner                                      | 19h     | NBP                |
| 11 | Desencontros        | 1 de fevereiro de 1995 | 1 de setembro de 1995  | 145       | Carlos Daniel, Ana Zanatti Suzana Borges e António Rama                                         | Francisco Moita Flores                      | Álvaro Fugulin Jorge Paixão da Costa                 | 21h     | NBP                |
| 12 | Roseira Brava       | 8 de janeiro de 1996   | 8 de junho de 1996     | 130       | Marques D'Arede, Tozé Martinho, Manuela Santos, Virgílio Castelo e Patrícia Tavares             | Tozé Martinho Sarah Trigoso Cristina Aguiar | Álvaro Fugulin Jorge Paixão da Costa                 | 21h     | NBP                |
| 13 | Primeiro Amor       | 27 de maio de 1996     | 28 de setembro de 1996 | 150       | Eurico Lopes, Susana Vitorino, Filipe Ferrer e Maria Dulce                                      | Manuel Arouca Nicolau Breyner               | Lourenço de Mello Álvaro Fugulin                     | 21h30   | NBP                |
| 14 | Vidas de Sal        | 30 de setembro de 1996 | 4 de abril de 1997     | 150       | Guilherme Filipe, Simone de Oliveira, Virgílio Castelo, Mariana Rey Monteiro e Patrícia Tavares | Tozé Martinho Sarah Trigoso Cristina Aguiar | Lourenço de Mello Álvaro Fugulin                     | 21h30   | NBP                |
| 15 | Filhos do Vento     | 6 de abril de 1997     | 14 de setembro de 1997 | 150       | Simone de Oliveira, António Rama e Virgílio Castelo                                             | Durval Lucena Francisco Moita Flores        | Nicolau Breyner Lourenço de Mello                    | 21h30   | NBP                |
| 16 | A Grande Aposta     | 23 de setembro de 1997 | 13 de março de 1998    | 150       | Margarida Marinho, Armando Cortez, Manuela Santos e Virgílio Castelo                            | Tozé Martinho Sarah Trigoso Cristina Aguiar | Lourenço de Mello António Moura Mattos Eduardo Rodil | 21h30   | NBP                |
| 17 | Terra Mãe           | 9 de março de 1998     | 9 de outubro de 1998   | 146       | Manuela Maria, Glória de Matos, Lídia Franco, Anabela Teixeira                                  | Rui Vilhena                                 | Jorge Cardoso Álvaro Fugulin António Moura Mattos    | 21h30   | NBP                |
| 18 | Os Lobos            | 9 de novembro de 1998  | 10 de setembro de 1999 | 200       | Sinde Filipe, João Lagarto, Armando Cortez e Maria Amélia Matta                                 | Francisco Nicholson                         | Jorge Cardoso Lourenço de Mello                      | 21h30   | NBP                |
| 19 | A Lenda da Garça    | 13 de setembro de 1999 | 05 de maio de 2000     | 149       | Ana Bustorff, Natália Luiza, Carmen Dolores e Luís Esparteiro                                   | Victor Cunha Rego                           | Jorge Cardoso António Moura Mattos                   | 21h30   | NBP                |

### Década de 2000
| #  | Título              | Início                  | Término                 | Capítulos | Protagonistas                                                              | Autor                        | Diretor                                                                           | Horário             | Produtora                         |
| -- | ------------------- | ----------------------- | ----------------------- | --------- | -------------------------------------------------------------------------- | ---------------------------- | --------------------------------------------------------------------------------- | ------------------- | --------------------------------- |
| 20 | Ajuste de Contas    | 13 de novembro de 2000  | 8 de junho de 2001      | 150       | Rui Mendes, Mário Jacques, Sinde Filipe e João Perry                       | Francisco Nicholson          | Jorge Cardoso Gonçalo Mourão                                                      | 19h                 | NBP                               |
| 21 | A Senhora das Águas | 3 de setembro de 2001   | 26 de abril de 2002     | 150       | Luísa Cruz, Oscar Magrini, Paulo Matos e Amélia Videira                    | Manuel Arouca Tomás Múrias   | Jorge Cardoso Gonçalo Mourão                                                      | 19h                 | NBP                               |
| 22 | Lusitana Paixão     | 24 de fevereiro de 2003 | 20 de fevereiro de 2004 | 150       | Albano Jerónimo, Carla Chambel ,Mário Jacques, Fernanda Lapa               | Francisco Moita Flores       | André Cerqueira Jorge Paixão da Costa                                             | 18h                 | FO&CO RTP Meios de Produção       |
| 23 | Paixões Proibidas   | 9 de janeiro de 2007    | 14 de setembro de 2007  | 139       | Miguel Thiré, São José Correia Anna Sophia Folch e Virgílio Castelo        | Aimar Labaki                 | Virgílio Castelo Ignácio Coqueiro                                                 | 22h                 | Co-produção com Rede Bandeirantes |
| 24 | Vila Faia           | 7 de março de 2008      | 9 de maio de 2009       | 120       | Albano Jerónimo, Inês Castel-Branco, Simone de Oliveira e Virgílio Castelo | Joana Jorge Alexandre Castro | Baseado no Original "Vila Faia" de Nuno Teixeira, Duarte Teixeira Sérgio Graciano | 19h (fim-de-semana) | SP Televisão                      |

### Década de 2010
| #  | Título         | Início                 | Término            | Capítulos | Protagonistas                                                              | Horário | Autor                                                                                 | Diretor                                         | Produtora    |
| -- | -------------- | ---------------------- | ------------------ | --------- | -------------------------------------------------------------------------- | ------- | ------------------------------------------------------------------------------------- | ----------------------------------------------- | ------------ |
| 25 | Os Nossos Dias | 16 de setembro de 2013 | 8 de abril de 2016 | 610       | 1ª Temporada: Anabela Teixeira, Pedro Laginha, Carla Maciel e Sérgio Praia | 14h15   | Filipa Poppe Filipe Santos Luís Marques Maria João Marques Nuno Duarte Vasco Monteiro | Duarte Teixeira Paulo Brito António Figueirinha | SP Televisão |
| 25 | Os Nossos Dias | 16 de setembro de 2013 | 8 de abril de 2016 | 610       | 2.ª temporada Sara Barradas, Luís Lourenço, Luísa Cruz e Patrícia Candoso  | 14h15   | Filipa Poppe Filipe Santos Luís Marques Maria João Marques Nuno Duarte Vasco Monteiro | Duarte Teixeira Paulo Brito António Figueirinha | SP Televisão |
| 26 | O Sábio        | 2 de janeiro de 2017   | 8 de junho de 2018 | 300       | Manuel Wiborg, Paula Lobo Antunes e São José Correia                       | 14h15   | José Pinto Carneiro                                                                   | Leonor Coelho Adriano Luz                       | SP Televisão |